# Akcja „X-2”
Akcja „X-2” – operacja wysiedlenia zakonnic i likwidacji domów zakonnych, dokonana w 1954 przez władze PRL.
Decyzję o przeprowadzeniu akcji podjął premier Józef Cyrankiewicz. Uzasadniano ją koniecznością likwidowania niemieckich wpływów w środowiskach zakonnych. Akcji nadano kryptonim „X-2”. Brały w niej udział UB, milicja, Rady Narodowe i tzw. czynnik społeczny. Przygotowano środki transportu i miejsca odosobnienia. 3 sierpnia 1954 w nocy milicja wtargnęła do domów zakonnych. Zakonnicom pozwolono zabrać tylko najpotrzebniejsze rzeczy i wywieziono je do obozów pracy w całej Polsce. Wysiedlono w ten sposób ponad 1500 sióstr zakonnych z klasztorów na terenie województw: opolskiego, wrocławskiego i stalinogrodzkiego. 
Represje objęły dziesięć zgromadzeń (m.in. sióstr elżbietanek i sióstr św. Jadwigi).
W latach 1956–1958 zakonnice odzyskały wolność - nie miały jednak do czego wracać. Państwo przejęło od sióstr 323 obiekty, w tym szpitale, domy opieki, przedszkola, sierocińce oraz grunty i budynki klasztorne.  
W 2002 Instytut Pamięci Narodowej w Katowicach rozpoczął śledztwo w sprawie operacji X-2, jednak zostało ono umorzone ze względu na śmierć sprawców i niewykrycie części winnych.